# Perdita giliae
Perdita giliae är en biart som beskrevs av Timberlake 1954. Perdita giliae ingår i släktet Perdita och familjen grävbin. Inga underarter finns listade i Catalogue of Life.